# Parijs-Tours 2001
De 95ste editie van de wielerwedstrijd Parijs-Tours werd verreden op 7 oktober 2001. De wedstrijd startte in Saint-Arnoult-en-Yvelines en eindigde in Tours, en maakte deel uit van de strijd om de wereldbeker. De afstand was 254,4 kilometer. Aan de start stonden 193 renners, van wie 151 de finish bereikten.

## Uitslag
| Parijs-Tours 2001 (254,5 km) |                     |                              |            |
| Plaats                       | Naam                | Ploeg                        | Tijd       |
| Winnaar                      | Richard Virenque    | Domo-Farm Frites             | 6u 58' 32" |
| 2                            | Óscar Freire        | Mapei-Quick Step             | + 2"       |
| 3                            | Erik Zabel          | Team Deutsche Telekom        | z.t.       |
| 4                            | Thor Hushovd        | Crédit Agricole              | z.t.       |
| 5                            | Andrej Hauptman     | Tacconi Sport-Vini Caldirola | z.t        |
| 6                            | Romāns Vainšteins   | Domo-Farm Frites             | z.t.       |
| 7                            | Alessandro Petacchi | Fassa Bortolo                | z.t.       |
| 8                            | Jaan Kirsipuu       | Ag2R Prévoyance              | z.t.       |
| 9                            | Niko Eeckhout       | Lotto-Adecco                 | z.t.       |
| 10                           | Zbigniew Spruch     | Lampre-Daikin                | z.t.       |
|                              |                     |                              |            |
| 13                           | Erik Dekker         | Rabobank                     | z.t.       |

1896 · 
1897-1900 · 
1901 · 
1902-1905 · 
1906 · 
1907 · 
1908 · 
1909 · 
1910 · 
1911 · 
1912 · 
1913 · 
1914 · 
1915-1916 · 
1917 · 
1918 · 
1919 · 
1920 · 
1921 · 
1922 · 
1923 · 
1924 · 
1925 · 
1926 · 
1927 · 
1928 · 
1929 · 
1930 · 
1931 · 
1932 · 
1933 · 
1934 · 
1935 · 
1936 · 
1937 · 
1938 · 
1939 · 
1940 · 
1941 · 
1942 · 
1943 · 
1944 · 
1945 · 
1946 · 
1947 · 
1948 · 
1949 · 
1950 · 
1951 · 
1952 · 
1953 · 
1954 · 
1955 · 
1956 · 
1957 · 
1958 · 
1959 · 
1960 · 
1961 · 
1962 · 
1963 · 
1964 · 
1965 · 
1966 · 
1967 · 
1968 · 
1969 · 
1970 · 
1971 · 
1972 · 
1973 · 
1974 · 
1975 · 
1976 · 
1977 · 
1978 · 
1979 · 
1980 · 
1981 · 
1982 · 
1983 · 
1984 · 
1985 · 
1986 · 
1987 · 
1988 · 
1989 · 
1990 · 
1991 · 
1992 · 
1993 · 
1994 · 
1995 · 
1996 · 
1997 · 
1998 · 
1999 · 
2000 · 
2001 · 
2002 · 
2003 · 
2004 · 
2005 · 
2006 · 
2007 · 
2008 · 
2009 · 
2010 · 
2011 · 
2012 · 
2013 · 
2014 · 
2015 · 
2016 · 
2017 · 
2018 · 
2019 ·
2020 ·
2021 ·
2022 ·
2023 ·
2024 ·